# Membras vagrans
Membras vagrans är en fiskart som först beskrevs av Goode och Bean, 1879.  Membras vagrans ingår i släktet Membras och familjen Atherinopsidae. Inga underarter finns listade i Catalogue of Life.